# 基希塞翁
基希塞翁是德国巴伐利亚州的一个市镇。总面积17.91平方公里，总人口9833人，其中男性4949人，女性4884人（2011年12月31日），人口密度549人/平方公里。